# Тиха ніч, смертельна ніч 3
Тиха ніч, смертельна ніч 3: Краще стережись! (англ. Silent Night, Deadly Night 3: Better Watch Out!) — американський фільм жахів 1989 року.

## Сюжет
Фільм починається зі сну сліпої дівчини Лаури Андерсон, якій сниться, як Ріккі вбиває її. Виявляється, вона телепатично пов'язана з ним. Ріккі Колдуелл довгий час був в комі, але коли отримав телепатичні сигнали від Лаури, то повернувся до життя. Ріккі тікає з госпіталю і відправляється на пошуки Лаури, вбиваючи інших людей на своєму шляху.

## У ролях
- Саманта Скаллі — Лаура
- Білл Моуслі — Ріккі
- Річард С. Адамс — Санта
- Річард Беймер — доктор Ньюбері
- Меліса Геллман — помічник доктора Ньюбері
- Ізабель Кулі — реєстратор лікарні
- Ерік Дарі — Кріс
- Леонард Манн — психіатр Лаури
- Лаура Геррінг — Джеррі
- Карлос Паломіно — водій вантажівки
- Елізабет Гоффман — бабуся
- Марк Дітріх — працівник бензоколонки
- Джим Ледд — диктор
- Роберт Калп — лейтенант Коннелі
- Річард Н. Гладштейн — детектив
- Тамела Сонг — медсестра
- Майкл Амін — коронер
- Дейв Маунт молодший — поліцейський
- Томас Херод молодший — поліцейський
- Девід Амстадтер — поліцейський
- Джо Торіна — поліцейський